# 袁準
袁準（？年—？年），字孝尼，陳郡陽夏人，袁渙四子。注《喪服經》。入晉後官至給事中。

## 生平
正始七年（246年），吳將朱然攻柤中，柤中吏民萬餘家逃到沔北，司馬懿對曹爽建言，若遣返流民至沔南，必會再招兵禍，但沒有被曹爽接納，後來朱然果然再次进攻。袁準以流民遠離水域，使慣於水戰的吳軍失去地利，成功說服曹爽停止遣返流民。
嵇康行刑那天，嵇康於刑場上顧視日影，向兄長嵇喜要了一把琴，從容彈奏一曲《廣陵散》，曲罷嘆道：「昔日袁準想跟我學習彈奏《廣陵散》，我總是吝惜而不願意傳授，「《廣陵散》於今絕矣！」隨後被處死在洛陽東市。
著有《儀禮喪服經》注一卷，《袁子正論》十九卷，《正書》二十五卷，《集》二卷。

## 家庭

### 父
- 袁渙，字曜卿，曹魏郎中令。

### 舅
嵇康

### 子
- 袁衝，字景玄，官至光祿勳。

### 孫
- 袁耽，字彥道，東晉官員。[7]
- 袁女皇，袁耽大妹，嫁殷浩。
- 袁女正，袁女皇妹，嫁謝尚。